# Música ao Longe
Música ao Longe é um romance escrito por Érico Veríssimo e publicado em 1936.
A obra retrata a decadência econômica e moral da rica e tradicional família Albuquerque sob o ponto-de-vista de jovem professora Clarissa, personagem do romance homônimo de Érico. Em Música ao longe, a jovem, apaixonada pelo primo Vasco, dá os primeiros passos em direção à vida adulta e à maturidade.
O título do livro remete aos sentimentos de Clarissa, que são como uma "música ao longe", pois ela não tem certeza se eles são mesmo verdadeiros.
O livro foi vencedor do "Prêmio de Romance Machado de Assis", instituído em 1934 pela Cia. Editora Nacional de São Paulo.